# قطعنامه ۱۹۲۱ شورای امنیت
قطعنامه ۱۹۲۱ شورای امنیت سازمان ملل متحد که در تاریخ ۱۲ مه ۲۰۱۰ تصویب شد، سندی بین‌المللی درباره‌ی بررسی وضعیت در نپال است. این قطعنامه طی نشست ۶۳۱۱ام با ۱۵ رای موافق، ۰ مخالف و ۰ ممتنع تصویب شد.